# Vrelo Bune
Vrelo Bune smješteno je 12 kilometara jugoistočno od Mostara u mjestu Blagaj. Ispod stijena visokih više stotina metara izvire rijeka Buna. Kapacitet vrela je 43 kubika vode u sekundi, te je jedno od najjačih krških vrela u Europi. Vrelo Bune je zaštićeni rezervat prirodnih predjela.
Uz samo vrelo nalazi se derviška tekija.

## Vanjske poveznice
|  | Zajednički poslužitelj ima još gradiva o temi Vrelo Bune |